# Lygus convexicollis
Lygus convexicollis är en insektsart som beskrevs av Reuter 1876. Lygus convexicollis ingår i släktet Lygus och familjen ängsskinnbaggar. Inga underarter finns listade i Catalogue of Life.